# Аудиокодек
Аудиокодек (англ. Audio codec; аудио кодер/декодер) — компьютерная программа или аппаратное средство, предназначенное для кодирования или декодирования аудиоданных.
Программные аудиокодеки реализуют сжатие и распаковку звука.
Аппаратные аудиокодеки — это АЦП и ЦАП, объединённые в одной микросхеме. Термин также может охватывать сжатие и распаковку с аппаратным ускорением.
Помимо этого, кодеками называют стандарты кодирования в случаях, когда не требуется указать на разницу между стандартом (например, MP3) и его реализацией в виде программы-кодека (LAME, libmpg123) или аппаратного кодека (блока в микросхеме или специального процессора со своей прошивкой).

## Программный кодек
Такой аудиокодек является специализированной компьютерной программой, кодеком, который сжимает (производит компрессию) или разжимает (производит декомпрессию) цифровые звуковые данные в соответствии с файловым звуковым форматом или потоковым звуковым форматом. Задача аудиокодека как компрессора заключается в предоставлении аудиосигнала с заданным качеством/точностью и минимально возможным размером. Благодаря сжатию уменьшается объём пространства, требуемого для хранения аудиоданных, а также возможно снизить полосу пропускания канала, по которому передаются аудиоданные. Большинство аудиокодеков осуществлены как программные библиотеки, которые взаимодействуют с одним или несколькими аудиоплеерами, такими как QuickTime Player, XMMS, Winamp, Медиапроигрыватель VLC, MPlayer или Windows Media Player.
Популярные программные аудиокодеки по областям применения:
- MPEG-1 Layer III (MP3) — проприетарный кодек аудиозаписей (музыка, аудиокниги и т. п.) для компьютерной техники и цифровых проигрывателей
- Advanced Audio Codec (AAC) — второй по распространённости проприетарный кодек, позиционируется как альтернатива MP3. Наибольшее распространение в связке с видеокодеком H.264 (AVC) получил в онлайн-видео (напр., флэш-видео на YouTube)
- Ogg Vorbis (OGG) — свободный кодек, широко используется в компьютерных играх и в файлообменных сетях для передачи музыки
- Free Lossless Audio Codec (FLAC) — свободный кодек, использующий сжатие без потерь. Альтернативные, менее распространённые lossless-кодеки: WavPack (WV), Monkey’s Audio (APE) и др.
- GSM-FR — первый цифровой стандарт кодирования речи, использованный в телефонах GSM
- Adaptive multi rate (AMR) — запись человеческого голоса в мобильных телефонах и других мобильных устройствах
- G.723.1 — один из базовых кодеков для приложений IP-телефонии
- G.729 — патентованный узкополосный кодек, который применяется для цифрового представления речи
- Internet Low Bitrate Codec (iLBC) — популярный свободный кодек для IP-телефонии (в частности, для Skype и Google Talk)

## Аппаратный кодек

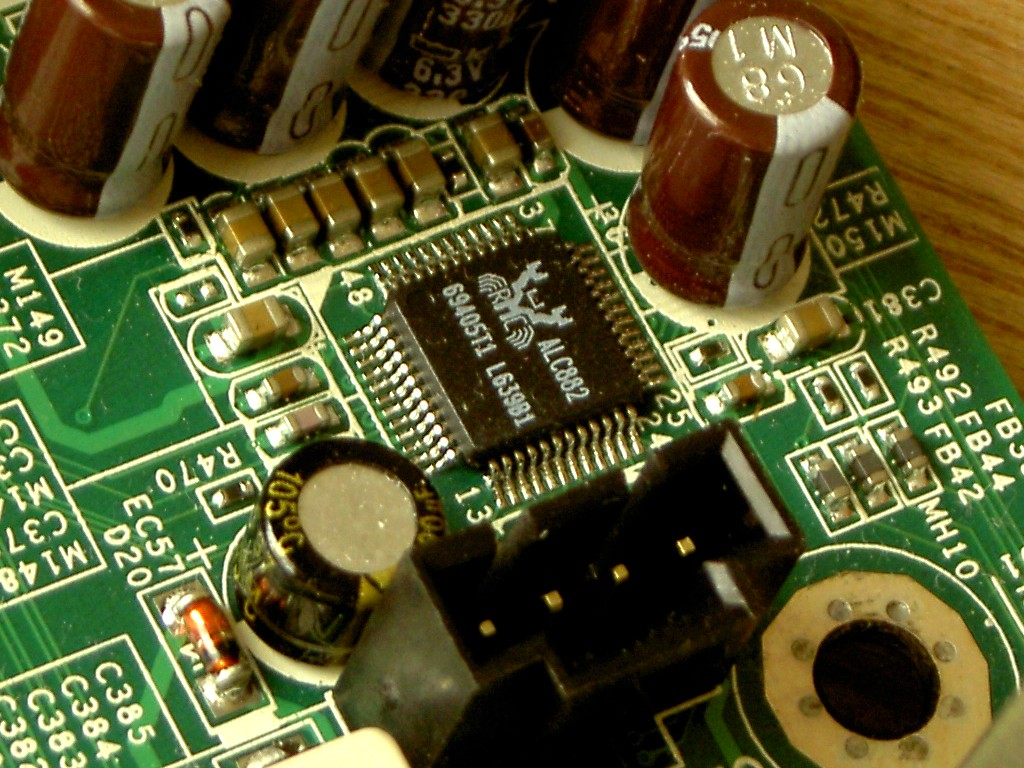
Микросхема аудиокодека Realtek ALC 882 HD на материнской плате

Аппаратный аудиокодек обозначает отдельную микросхему, которая кодирует и декодирует аналоговый звуковой сигнал в цифровой сигнал и наоборот при помощи аналогово-цифрового и цифро-аналогового преобразователей. Цифро-аналоговая конвертация происходит, когда компьютер посылает звуковой сигнал на акустическую систему или в наушники, а аналого-цифровая конвертация происходит, когда звуковой сигнал подаётся на компьютер извне, например от микрофона.
Аудиокодек является основной, но не всегда единственной составной частью звуковой карты. Он является промежуточным звеном, интерфейсом между аналоговыми портами приёма и передачи звука и блоками цифровой обработки звука.
В массовых встроенных в материнские платы звуковых картах аудиокодек фактически представляет собой всю звуковую карту: он преобразовывает аналоговый сигнал, получаемый с разъёмов, в цифровой, и передаёт его на южный мост материнской платы, откуда цифровой звук попадает на центральный процессор. Данная технология обработки цифрового звука на центральном процессоре называется Host Signal Processing.
В дискретных звуковых картах, подключаемых к материнской плате, аудиокодек выполняет ту же роль, что и на интегрированных, но после оцифровки передаёт звуковой сигнал не на центральный процессор, а на специальный чип управления и обработки звука, также размещённый на звуковой плате.
Чип звукового кодека обычно имеет площадь около 7 мм² и, в случае интегрированной звуковой карты, обычно располагается близко к задней панели материнской платы. Основными производителями аппаратных звуковых кодеков являются компании Realtek, VIA Technologies, C-Media, Intel и Analog Devices.

### Спецификации аудиокодеков
В 1997 году компания Intel представила спецификацию на аудиокодеки для массового рынка под названием AC'97 (Audio Codec '97).
В 2004 году Intel представила новую спецификацию, базирующуюся на AC’97 — High Definition Audio, также известную как HD Audio и Azalia.
Также существуют другие спецификации, такие как I²S, используемые в профессиональной аппаратуре.